# Avitta Bibba
Avitta Bibba (łac. Avittensis) – stolica historycznej diecezji we Cesarstwie rzymskim w prowincji Afryka Prokonsularna, sufragania metropolii Kartagina. Współcześnie w Tunezji. Obecnie katolickie biskupstwo tytularne.

## Biskupi tytularni
| Lp. | Biskup                  | Funkcja                                  | Od                   | Do              |
| --- | ----------------------- | ---------------------------------------- | -------------------- | --------------- |
| 1   | Arturo Salazar Mejia    | wikariusz apostolski Casanare (Kolumbia) | 14 października 1965 | 3 stycznia 1977 |
| 2   | Victor de la Peña Pérez | wikariusz apostolski Requena (Peru)      | 17 grudnia 1982      | 1 lipca 2015    |
| 3   | Christudas Rajappan     | biskup pomocniczy Trivandrum (Indie)     | 2 lutego 2016        |                 |